# Tshuapa
Lo Tshuapa è un fiume della Repubblica Democratica del Congo, lungo circa 1000 km. Nella parte centrale è navigabile e largo circa 150 metri. Scorre da nord-ovest, dalla città di Katako-Kombe alla XX cataratta, e poi volge ad ovest verso Mbandaka, dove affluisce nel fiume Congo.
Dopo una serie di meandri si immette nel fiume Lomela, appena ad ovest di Boende, ed è generalmente chiamato Busira. Dopo la fusione con il Momboyo, un centinaio di chilometri a monte di Mbandaka, il nome dell'ultimo tratto del fiume diventa Ruki.

## Trasporti
Il fiume è navigabile da Ikela. Procedendo verso valle il trasporto ferma a Bokungu, Boende, Bokuka, Ikembeli, Bomputu, Bokote, Monyieka, Loolo, Lisafa, Lotoko, Ingende, Enyala, Basoko e Mbandaka, prima di proseguire verso Kinshasa.